# Axel Axelson
Carl Axel Hampus Axelson, född 24 oktober 1854 i  Stockholm, död 10 april 1892 i Lund, var en svensk målare och grafiker.
Han var son till byggmästaren Johan Erik Axelson och Johanna Sofia Pettersson.  
Axelson gjorde efter studier vid konstakademin 1872–1876 vidsträckta resor i Europa och Nordafrika. Axelson ägnade sig mest åt arkitekturmotiv och kyrkointeriörer med motiv från Venedig, Rom och Rhentrakten. 
Han medverkade i Konstakademiens utställning 1887, 1885 och 1887. Enligt Quintus tillhörde han konstnärskretsen Lill-Jans som beskrivs i August Strindbergs Röda rummet. 
Året före sin död drabbades han av sinnessjukdom, då han just stod i begrepp att påbörja ännu en studieresa till utlandet. Han gifte sig aldrig. Han var medlem i Konstnärsförbundet 1880-1890 och från 1890 i Svenska konstnärerernas förening.
Axelson finns representerad vid bland annat Nationalmuseum i Stockholm samt vid Norrköpings Konstmuseum och Göteborgs konstmuseum

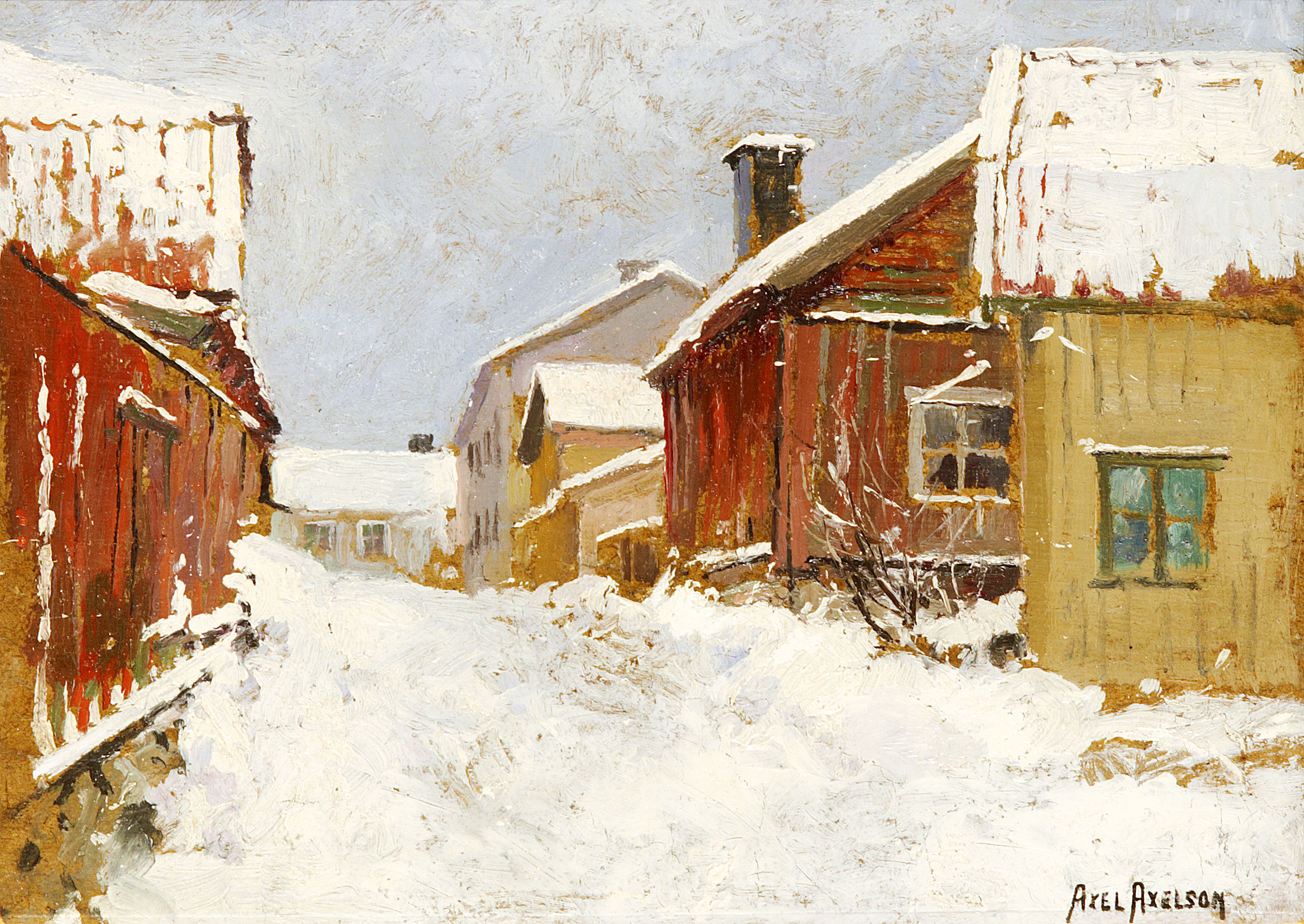
Fiskaregränd
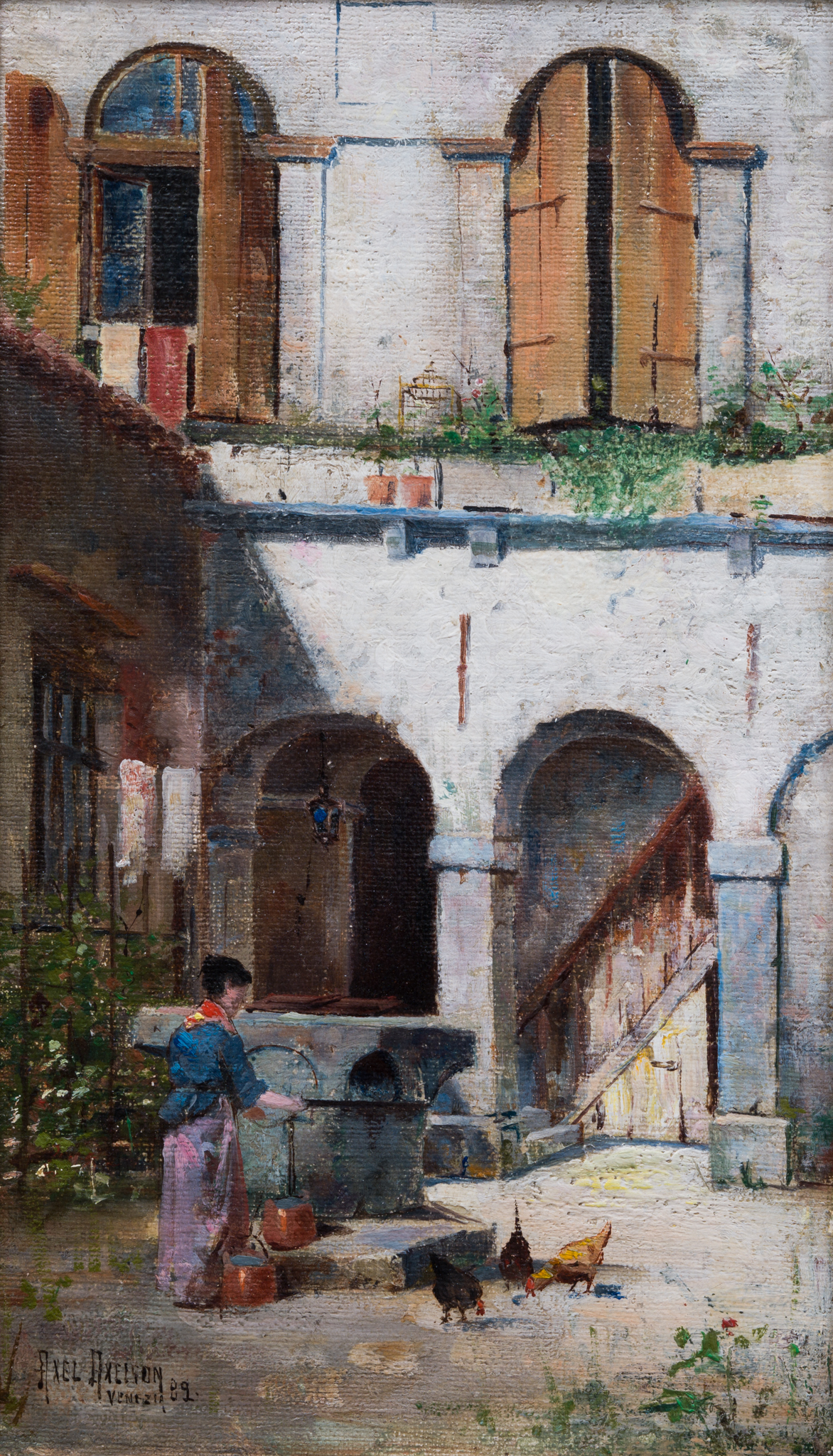
Venedig, 1892